# مهاراشترا
مَهاراشترا (به مراتی: महाराष्ट्र) با مرکزیت بمبئی (مومبای)، یکی از ایالت‌های مهم هند است. براساس سرشماری سال ۲۰۱۱، جمعیت ایالت مهاراشترا ۱۱۲٫۴ میلیون نفر است که این ایالت را پس از اوتار پرادش به دومین ایالت پرجمعیت هند تبدیل می‌کند. مهاراشترا از نظر مساحت، سومین ایالت بزرگ هند است.
زبان رسمی این ایالت، مراتی است و واحد پول آن روپیه هند (Rs) می‌باشد. شهرهای مهم مهاراشترا عبارتند از: بمبئی، ناگپور، ناسیک، پونه، تان، سولاپور، کولهاپور، سانگلی، اورنگ‌آباد، امراواتی و راتناگیری. در حال حاضر، اوداو تاکرای به عنوان وزیر ارشد، ریاست دولت این ایالت را بر عهده دارد.
با توجه به اینکه ۴۵٫۲ درصد از جمعیت آن در شهرها زندگی می‌کنند، مهاراشترا شهری شدن بالایی را تجربه کرده است. این ایالت دارای آب و هوای گرمسیری موسمی با جنگل‌های انبوه و غنی است و دارای شش منطقه حفاظت شده ببر و شش پارک ملی است.
مرکز این ایالت شهر مومبای (بمبئی)، یکی از مهم‌ترین و پرجمعیت‌ترین شهرهای هند است.
بمبئی یک شهر جزیره‌ای در کرانه غربی هند است که از طریق جاده و راه‌آهن به سرزمین اصلی متصل می‌شود. مهاراشترا یکی از بزرگ‌ترین مراکز تجاری و صنعتی هند است و نقش مهمی در زندگی اجتماعی و سیاسی این کشور ایفا کرده و شهر بمبئی نیز به این خاطر «دروازه هند» نامیده می‌شود. شهر نظامی و دانشجویی پونا نیز در این ایالت است. در این ایالت تعداد زیادی از دانشجویان ایرانی و ایرانیان مقیم در هند زندگی می‌کنند. همچنین اغلب پارسیان هند در این ایالت مستقر هستند. درآمد سرانه در این ایالت ۶۰ درصد بالاتر از میانگین ملی است.

## ریشه‌شناسی نام
نام مهاراشترا، که نشان‌دهنده مناطق مرتفع غربی فلات دکن است، برای اولین بار در یک سنگ‌نوشته سدهٔ هفتمی و در گزارش شوان‌زانگ، یک جهانگرد چینی آن زمان ظاهر شد. بر اساس یک تفسیر، این نام از واژه‌ای مهاراتی به معنی «ارابه‌ران بزرگ» گرفته شده است که به نیروی جنگی گردونه‌ران و کارآزموده‌ای که از شمال به سمت جنوب هند و به این منطقه مهاجرت کردند، اشاره دارد. زبان این گروه، که با زبان ساکنان اولیه ناگا در هم آمیخته شده بود، به مهاراشتری تبدیل شد که تا قرن هشتم به شکل زبان مراتی درآمد. همچنین مهاجرت‌هایی از ایران، یونان و آسیای میانه به این منطقه صورت گرفته است.

## جغرافیا
مهاراشترا یکی از ۲۹ ایالت هند است. این ایالت از نظر جغرافیایی در بخش مرکزی غربی هند واقع شده است و می‌توان آن را به عنوان سرزمین وسیعی دانست که شمال هند و جنوب هند را به هم متصل می‌کند. این ایالت با ۳۶ ناحیه و مساحتی بالغ بر ۳۰۸ هزار کیلومتر مربع، جمعیتی بالغ بر ۱۱۲٫۴ میلیون نفر را در خود جای داده است.
شکل این ایالت تقریباً شبیه یک مثلث است که خط ساحلی غربی ۷۲۵ کیلومتری پایه آن را تشکیل می‌دهد و فضای داخلی آن تا حدود ۸۰۰ کیلومتر به سمت شرق به یک راس صاف باریک می‌شود. مهاراشترا از شمال غربی با ایالت‌های گجرات هند، از شمال با مادیا پرادش، از شرق با چتیسگر، از جنوب شرقی با تلانگانا، از جنوب با کارناتاکا و از جنوب غربی با گوا و توسط قلمرو اتحادیه دادرا و ناگار هاولی و دریای عرب به سمت غرب هم‌مرز است.
رودخانه‌های اصلی این ایالت شامل کریشنا، بهیما، گوداواری، تاپی-پورنا و واردا-واینگانگا است. گهات‌های غربی منطقه زهکشی بیشتر رودخانه‌های جاری در منطقه ساحلی را تشکیل می‌دهند.

### جغرافیای فیزیکی
از نظر جغرافیایی، مهاراشترا بخشی از گوندوانای باستانی است. فلات مهاراشترا که بخشی از فلات دکن، یکی از تقسیمات طبیعی هند است، حدود ۹۰ درصد از زمین‌های مهاراشترا را در بر می‌گیرد. این فلات حدود ۷۰ میلیون سال پیش، در اثر تجمع لایه‌های گدازه (حدود ۴۰ لایه) که از فوران شکاف‌های آتشفشانی در جنوب غربی شبه جزیره هند خارج شده، شکل گرفته است.
این ساختار لایه‌ای «تلهٔ دکن» نیز نامیده می‌شود. ضخامت لایه‌های گدازه در فلات مهاراشترا در کوه‌های سهیادری در غرب بیشتر و در شرق به سمت ویداربها کمتر می‌شود؛ بنابراین، ارتفاع فلات نیز از غرب به شرق کاهش می‌یابد، به این معنی که شیب فلات به سمت شرق (جنوب شرقی) است. رودخانه‌هایی که از این فلات سرچشمه می‌گیرند، با حفر زمین، باعث ایجاد رشته‌کوه‌ها و دره‌های متعددی در فلات مهاراشترا شده‌اند.
فلات مهاراشترا را می‌توان به دو بخش غربی و شرقی تقسیم کرد. فلات غربی برخلاف نامش، مسطح نیست و توسط رودخانه‌ها و رشته‌کوه‌ها احاطه شده است. در مقابل، فلات شرقی منطقه‌ای مسطح و هموار است که هیچ برآمدگی در آن دیده نمی‌شود.
ایالت مهاراشترا بخش قابل توجهی از فلات دکن را در قسمت غربی شبه‌قاره هند اشغال می‌کند. مهاراشترا، که در مرکز هند واقع شده و به لطف شهر بندری بمبئی، کنترل دریای عرب را در اختیار دارد، به دلیل زمین‌شناسی یکپارچه‌اش، از نظر فیزیکی به طرز قابل توجهی همگن است.
مهاراشترا دارای طول ۸۰۰ کیلومتر در جهت غرب به شرق و ۷۲۰ کیلومتر در جهت جنوب به شمال است. این ایالت در مجموع با ۶ ایالت دیگر و ۱ قلمرو اتحادیه هم‌مرز است. مهاراشترا از شمال غربی با گجرات، از شمال با مادیا پرادش، از شمال شرقی و شرق با چتیسگر، از جنوب شرقی با تلانگانا و از جنوب با کارناتاکا-گوا هم‌مرز است. بیشتر مرزهای مهاراشترا با مادیا پرادش است و بیشترین تعداد ناحیه‌ها نیز با این ایالت مشترک است. کوتاه‌ترین مرز مهاراشترا با ایالت گوا است.
رشته‌کوه گهات غربی، یکی از هفت رشته کوه در هند، یک رشته کوه مرتفع است که در غرب مهاراشترا از شمال به جنوب امتداد دارد. کوه‌های سهیادری یک رشته کوه توکلا/گروهی هستند. در واقع، منشأ زمین به کوه‌های بلندی تبدیل شد که روی سطح تشکیل شدند. این کوه‌ها فرسایش یافته‌اند و بخشی از آن به نام رشته کوه توکلا/سهیادری شناخته می‌شود. گهات غربی از دره رودخانه تاپی در شمال تا کانیاکوماری در جنوب امتداد دارد. در مهاراشترا، گهات‌های غربی به سمت جنوب تا چاندگاد در منطقه کولاپور امتداد دارند. در جهت غرب، به دلیل فرسایش سواحل، کوه سهیادری به صورت یک دیوار مستقیم یا شیب بسیار تند در غرب ظاهر می‌شود، در حالی که شیب سهیادری در شرق کاهش می‌یابد.
خاک‌های سیاه که از سنگ‌های گدازه‌ای تخریب‌شده تشکیل شده‌اند، بخش بزرگی از منطقه جغرافیایی مهاراشترا را پوشانده‌اند. از این خاک به‌طور گسترده برای کشت پنبه استفاده می‌شود؛ بنابراین، گاهی به آن «خاک‌های پنبه سیاه» نیز می‌گویند. علاوه بر این، در امتداد دامنه‌ها، خاک‌های شنی با رنگ روشن و قهوه‌ای متوسط بر اثر فرسایش ایجاد شده‌اند. در دره‌های رودخانه، به دلیل زهکشی نامناسب خاک و تبخیر بیش از حد، خاک‌های شور تشکیل می‌شود.
مناطق غنی از مواد معدنی این ایالت در گادچیرولی، ناگپور، چاندراپور و بهاندارا قرار دارند. این مناطق خارج از محدوده بازالت قرار دارند که مرزهای آن توسط سیندودورگ، ویداربها و کولهاپور تشکیل می‌شود. زغال‌سنگ، سنگ آهن، منگنز و سنگ آهک از مهم‌ترین مواد معدنی موجود در مناطق غنی از مواد معدنی مهاراشترا هستند.

### گیاهان و جانوران
اگرچه افسانه‌های قدیمی از جنگل‌های انبوه در سراسر مهاراشترا حکایت دارند، اما امروزه تنها ۱۷ درصد از این ایالت پوشیده از جنگل است که بیشتر آن در رشته‌کوه سهیادری قرار دارد و فلات‌ها با درختچه‌های پراکنده پوشیده شده‌اند. رشته‌کوه سهیادری و شرق ایالت پوشیده از جنگل است، در حالی که فلات‌ها دارای جنگل‌های کم‌پشت‌تری هستند. در سواحل غربی و تپه‌های مجاور، درختان بلندی مانند انبه و نارگیل و درختچه‌های متنوع وجود دارد. همچنین خیزران، ساج، هلیله و دیگر گونه‌های گیاهی در این جنگل‌ها یافت می‌شوند. در مناطق کم‌بارش، مانند شمال مهاراشترا، گیاهان خاردار ساوانا دیده می‌شوند. فلات‌های مرتفع با بارندگی زیاد و دمای گرم‌تر، محل رویش پوشش گیاهی نیمه‌گرمسیری هستند که شامل درختانی مانند ماگنولیا و شاه‌بلوط می‌شود. خرماهای وحشی را می‌توان در مناطق نیمه‌خشک یافت و در امتداد ساحل، پوشش گیاهی حرا در خورها و باتلاق‌ها دیده می‌شود.
این ایالت دارای سه منطقه مهم زیست‌جغرافیایی گهات غربی، دکن و ساحل غربی است. گهات‌ها گونه‌های بومی را پرورش می‌دهند، فلات دکن رشته‌کوه‌ها و علفزارهای وسیعی را فراهم می‌کند و ساحل خانه جنگل‌های ساحلی و مردابی است. پوشش گیاهی مهاراشترا از نظر ترکیب متنوع است. در سال ۲۰۱۲، مساحت جنگل‌های انبوه ثبت‌شده در این ایالت حدود ۲۰ درصد از مساحت جغرافیایی آن را تشکیل می‌داد.
سه نهاد اصلی جنگلداری در ایالت مهاراشترا وجود دارد: اداره جنگل مهاراشترا، شرکت توسعه جنگل مهاراشترا و اداره جنگلداری اجتماعی. هیئت تنوع زیستی ایالت مهاراشترا، مسئولیت حفاظت از تنوع زیستی در داخل و خارج از مناطق جنگلی را بر عهده دارد. مهاراشترا از نظر مساحت جنگل ثبت شده در رتبه دوم ایالت‌ها و قلمروهای هند قرار دارد. بر اساس تصاویر ماهواره‌ای، این ایالت دارای جنگل‌های بسیار متراکم، جنگل‌های با تراکم متوسط و جنگل‌های باز است. طبق طبقه‌بندی چمپیون و ست، مهاراشترا پنج نوع جنگل دارد:
- جنگل‌های نیمه‌همیشه‌سبز گرمسیری جنوبی - این جنگل‌ها در گهات غربی در ارتفاع ۴۰۰ تا ۱۰۰۰ متری یافت می‌شوند. آهن‌چوب هندی (Memecylon umbellatum)، هلیله سیاه، کیندال (Terminalia paniculata) و انبه گونه‌های درختی غالب هستند که در اینجا یافت می‌شوند.
- جنگل‌های برگ‌ریز مرطوب گرمسیری جنوبی - این جنگل‌ها ترکیبی از جنگل‌های مرطوب ساج و جنگل‌های برگ‌ریز مختلط مرطوب هستند. ساج (درخت)، جگ و بامبوی بنگالی که از نظر تجاری مهم هستند، در اینجا یافت می‌شوند. علاوه بر ساج همیشه سبز، برخی از گونه‌های درختی دیگر که در این نوع جنگل یافت می‌شوند عبارتند از جمبو، ان (اوورنی-رون-آلپ) و شیشم.[۱۲]
- جنگل‌های برگ‌ریز خشک گرمسیری جنوبی - این جنگل‌ها بخش عمده‌ای از ایالت را اشغال می‌کنند. جنگل‌های خاردار گرمسیری جنوبی در مناطق کم‌بارش مرات‌وادا، برار (هند)، کاندش و غرب مهاراشترا یافت می‌شوند. در حال حاضر، این جنگل‌ها به شدت تخریب شده‌اند. کرت، کنار آفریقایی و درخت شعله جنگل برخی از گونه‌های درختی هستند که در اینجا یافت می‌شوند.
- جنگل‌های پهنه ساحلی و جنگل باتلاقی آب شیرین عمدتاً در نهرهای سیندودورگ و تانه در منطقه ساحلی کنکان یافت می‌شوند. این ایالت دارای تنوع زیستی قابل توجهی از حرا، پهنه ساحلی و دریایی است، با ۳۰۴ کیلومتر مربع (۱۱۷ مایل مربع) از مساحت تحت پوشش حرا.

رایج‌ترین گونه‌های جانوری موجود در این ایالت عبارتند از میمون‌ها، خوک‌های وحشی، ببر، پلنگ، گاومیش هندی، خرس تنبل، گوزن سمبر، سیاه‌کل، چیتال، گوزن فریادکش، گوزن‌موش، زباد کوچک هندی، شغال طلایی، گربه جنگلی و خرگوش صحرایی. حیوانات دیگری که در این ایالت یافت می‌شوند عبارتند از خزندگانی مانند مارمولک، عقرب‌ها و گونه‌های مار مانند کبرا و مارهای براق هندی. این ایالت از طریق شش ذخیره‌گاه‌های ببر در هند، حفاظت قانونی از جمعیت ببر خود را فراهم می‌کند.
۷۲۰ کیلومتر خط ساحلی این ایالت در دریای عرب، حضور انواع ماهی‌ها و حیوانات دریایی را نشان می‌دهد. جانورشناسان هند، ۱۵۲۷ گونه جانوری دریایی از جمله نرم‌تنان با ۵۸۱ گونه، بسیاری از گونه‌های سخت‌پوستان از جمله خرچنگ، میگو و خرچنگ دریایی، ۲۸۹ گونه ماهی و ۱۴۱ گونه از انواع کرم حلقوی (کرم‌های دریایی) را کشف کرده‌اند.

## آب و هوا
آب و هوای این ایالت در درجه اول تحت تأثیر تپه‌های شمالی و گهات غربی قرار دارد که ساحل مرطوب کنکان و فلات داخلی خشک، معروف به دِش را از هم جدا می‌کند. بارندگی در کنکان بسیار زیاد است و به‌طور متوسط حدود ۱۰۰ اینچ است. برخی از مرطوب‌ترین مکان‌ها تا ۲۵۰ اینچ بارندگی دارند. در سمت شرقی گهات، میزان بارندگی کمتر از ۲۵۰ اینچ است. بارش در منتهی الیه شرق زیاد است و از ۴۰ تا ۸۰ اینچ متغیر است.
معمولاً آب و هوای مهاراشترا گرمسیری تا نیمه‌گرمسیری (با توجه به ارتفاع) و مرطوب و خشک است و تفاوت‌های منطقه‌ای دارد.
باران‌های موسمی جنوب غربی هند در هفته اول ژوئن به سواحل بمبئی می‌رسد. معمولاً تا سپتامبر ادامه دارد و حدود چهار پنجم کل بارندگی سالانه را شامل می‌شود.
شاید عجیب به نظر برسد، اما در ایالت مهاراشترا که بارندگی زیادی دارد، آب کمیاب‌ترین منبع طبیعی است. تقریباً نیمی از آب مورد استفاده برای آبیاری از چاه‌ها تأمین می‌شود که بهره‌برداری بی‌رویه از آنها باعث کاهش سطح آب‌های زیرزمینی شده است. در حالی که در منطقه تپه‌ای و خشک ویداربها، آبیاری بیشتر از طریق مخازن صورت می‌گیرد، در مناطق شنی ساحلی، چاه‌های لوله‌ای منبع اصلی آب هستند. با این وجود، با وجود این منابع آبی، بیش از ۸۵ درصد از زمین‌های زیر کشت همچنان به صورت دیم هستند.

## تاریخ
بقایای متعددی از تمدن دره سند یا عصر برنز متعلق به فرهنگ جورو (حدود ۱۳۰۰–۷۰۰ پیش از میلاد) در سرتاسر ایالت کشف شده است. بزرگ‌ترین سکونتگاه کشف‌شده از این فرهنگ در دایم‌آباد است که در این دوره استحکاماتی گلی و همچنین معبدی بیضی‌شکل با گودال‌های آتش داشته است. در دوره تمدن دره سند، مهاجرت گسترده‌ای از مردم گجرات به شمال مهاراشترا صورت گرفت.
در مهاراشترا، جامعه مراتا که نتیجه مستقیم نفوذ آریایی‌ها از شمال شرق و شمال است، غالب است. این قوم بعدها با جمعیت بومی قدرتمند ترکیب شده و کلمات و اصطلاحات محلی را در زبان خود جذب کرد. آریایی‌ها به سمت جنگل بزرگی که در قرن هفتم پیش از میلاد به مهاکانتارا یا دانداکارانیا معروف بود، پیشروی کردند. در طول قرن سوم پیش از میلاد، پادشاهی‌های کوچکی از قبیل بهیلد، کاتکاریس تتاکروس، کولیس و نگاها که بومیان ماهاراشترا بودند، در این منطقه وجود داشتند. این بدان معناست که دراویدی‌ها پیش از ورود آریایی‌ها ساکنان مهاراشترا بوده‌اند. ماهاراشترا در طول دوره ۳۲۱ تا ۱۸۴ پیش از میلاد بخشی از امپراتوری مائوریا بوده و در این دوره آیین‌های بودایی و جینیسم در اینجا ریشه دواندند که از کتیبه‌های دامال (۱۰۹۵ میلادی) و میراج (۱۱۱۰ میلادی) مشخص است. این کتیبه‌های غار نشان می‌دهد که بخش‌های مختلف جامعه در مهاراشترا پیرو آیین بودا و جین بوده‌اند.
حاکمیت امپراتوری مائوریا بر مهاراشترا در سده‌های چهارم و سوم پیش از میلاد ادامه یافت. حدود ۲۳۰ سال پیش از میلاد، مهاراشترا تحت فرمانروایی سلسله ساتواهانا درآمد که برای ۴۰۰ سال بر آن حکومت کردند. پس از حکومت ساتاواهانا، ساتراپ‌های باختری، امپراتوری گوپتا، سلسله گورجارا-پراتیهارا، واکاتاکا، کادامبا، امپراتوری چالوکیا، راشترکوته، و چالوکیای غربی و سلسله سئونا بر این منطقه حکمرانی کردند. غارهای آجانتا که از یادگارهای آیین بودایی در بخش اورنگ‌آباد امروزی است، تأثیراتی از سبک‌های ساتاواهانا و واکاتاکا را به نمایش می‌گذارد. این غارها احتمالاً در این دوره حفر شده‌اند.
سلسله چالوکیا از قرن ششم تا هشتم میلادی بر این منطقه حکومت می‌کردند و دو فرمانروای برجسته آنها پولاکشی دوم بود که امپراتور شمال هند هرشا را شکست داد، و ویکرامادیتیای دوم که در قرن هشتم به جنگ با مهاجمان عرب پرداخت. سلسله راشتراکوتا از قرن هشتم تا دهم بر ماهاراشترا فرمان راندند. سیاح عرب، سلیمان تاجر، فرمانروای راشتراکوتا اموگاوارشا را به عنوان «یکی از چهار پادشاه بزرگ جهان» توصیف کرده است. سلسله شیلاهارا به عنوان خراجگزاران سلسله راشتراکوتا آغاز شد که بین قرن هشتم و دهم بر فلات دکن حکومت می‌کردند. از اوایل قرن یازدهم تا قرن دوازدهم، فلات دکن، که بخش قابل توجهی از ماهاراشترا را در بر می‌گیرد، تحت تسلط امپراتوری چالوکیای غربی و سلسله چولا بود. چندین نبرد بین امپراتوری چالوکیای غربی و سلسله چولا در فلات دکن در زمان سلطنت راجا راجا چولا اول، راجندرا چولا اول، جیاسیمها دوم، سومشوارا اول و ویکرامادیتیا ششم رخ داد.
در اوایل قرن چهاردهم، سلسله سئونا، که بر بیشتر مناطق امروزی ماهاراشترا حکومت می‌کرد، توسط علاءالدین خلجی حاکم سلطان‌نشین دهلی سرنگون شد. بعدها، محمد بن تغلق بخش‌هایی از دکن را فتح کرد و به‌طور موقت پایتخت خود را از دهلی به دولت‌آباد در ماهاراشترا منتقل کرد. پس از فروپاشی تغلق‌ها در سال ۱۳۴۷، سلطان‌نشین بهمنی محلی گلبرگا قدرت را به دست گرفت و برای ۱۵۰ سال بعد بر این منطقه حکومت کرد. پس از فروپاشی سلطان‌نشین بهمنی در سال ۱۵۱۸، ماهاراشترا به پنج سلطان‌نشین‌های دکن تقسیم شد: نظام‌شاهیان احمدنگر، عادل‌شاهیان بیجاپور، قطب‌شاهیان گلکنده، برید شاهیان بیدر و عمادشاهیان الیچپور. این پادشاهی‌ها اغلب با یکدیگر می‌جنگیدند. آنها با اتحاد، در سال ۱۵۶۵ امپراتوری ویجایاناگارا جنوب را شکست دادند. منطقه کنونی بمبئی قبل از تصرف توسط پرتغال در ۱۵۳۵ تحت حکومت سلطان‌نشین گجرات بود و سلسله فاروقی بر منطقه خاندش بین سال‌های ۱۳۱۲ تا ۱۶۰۱ حکومت می‌کرد تا اینکه در نهایت به امپراتوری گورکانی ضمیمه شد. ملک عنبر، نایب السلطنه نظام‌شاهیان احمدنگر از سال ۱۶۰۷ تا ۱۶۲۶، قدرت و نیروی مرتضی نظام شاه دوم را افزایش داد و ارتشی بزرگ را تشکیل داد. گفته می‌شود که عنبر مفهوم جنگ چریکی را در منطقه دکن معرفی کرده است. ملک عنبر به امپراتور مغول شاه جهان در دهلی علیه نامادری‌اش، نورجهان، که می‌خواست دامادش را بر تخت بنشاند، کمک کرد. هم پدربزرگ شیواجی، مالوجی و هم پدرش شاهجی زیر نظر عنبر خدمت می‌کردند.

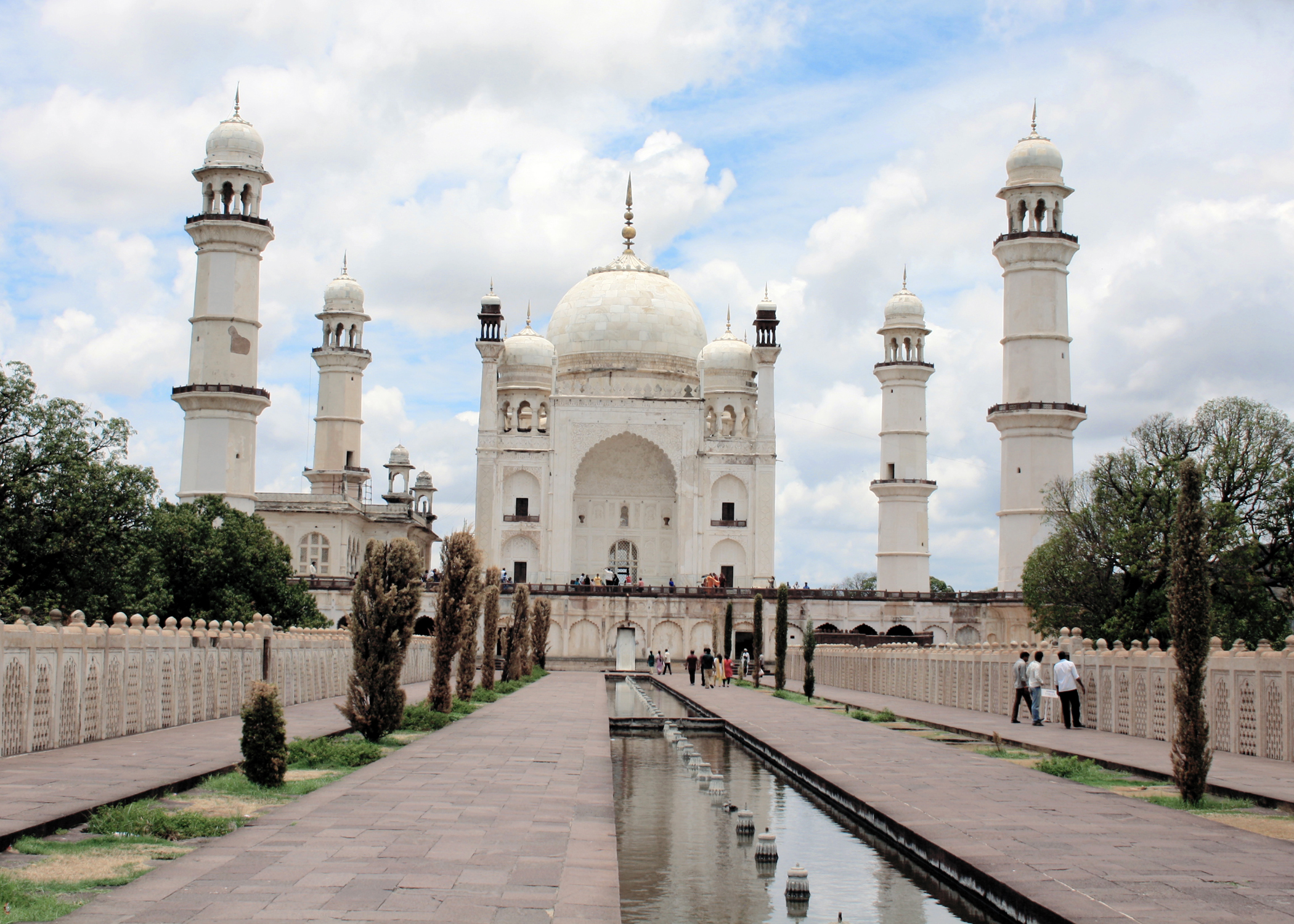
مقبره بی‌بی، a replica of the تاج محل، was built during the reign of Mughal Emperor اورنگ‌زیب

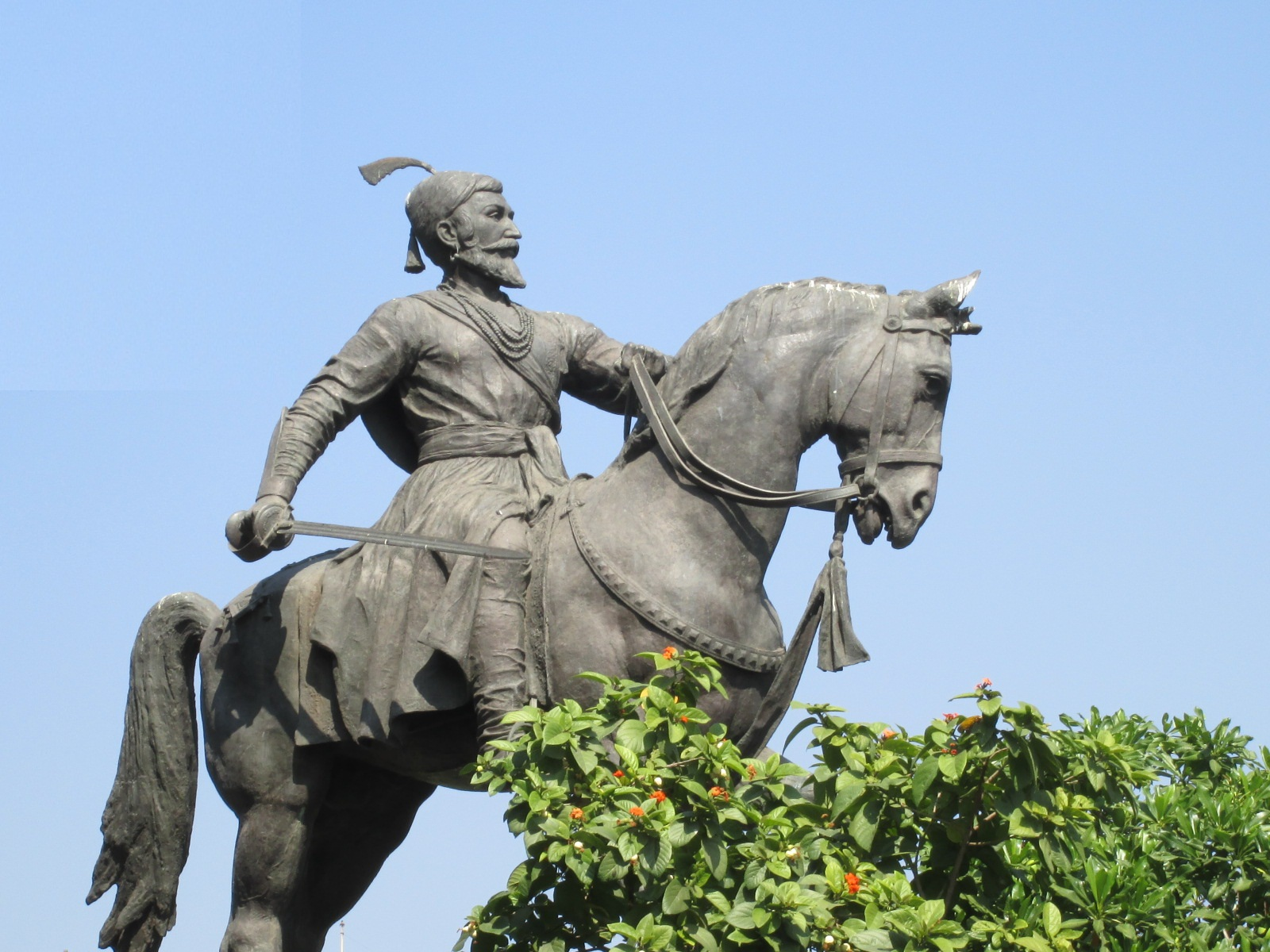
Statue of Shivaji opposite دروازه هند (بمبئی) in South Mumbai

در اوایل قرن هفدهم، شاهجی بوسله، یک سردار محلی بلندپرواز که در دوره‌های مختلف در طول دوران کاری خود به نظام‌شاهیان احمدنگر، مغول‌ها و عادل‌شاهیان خدمت کرده بود، تلاش کرد تا حکومت مستقل خود را ایجاد کند. این تلاش ناموفق بود، اما پسرش شیواجی در تأسیس امپراتوری مراتا موفق شد. مدت کوتاهی پس از مرگ شیواجی در سال ۱۶۸۰، امپراتور مغول اورنگ‌زیب، کارزاری را برای تسخیر سرزمین‌های مراتا و همچنین پادشاهی‌های عادل‌شاهی و گوالکوندا آغاز کرد. این کارزار که بیشتر به عنوان جنگ‌های مغول و مراتا شناخته می‌شود، یک شکست استراتژیک برای مغول‌ها بود. اورنگ‌زیب نتوانست سرزمین‌های مراتا را به‌طور کامل فتح کند و این کارزار تأثیر ویرانگری بر خزانه‌داری و ارتش مغول داشت. مدت کوتاهی پس از مرگ اورنگ‌زیب در سال ۱۷۰۷، مراتاها تحت پیشوایی باجی‌رائوی اول و ژنرال‌هایی که او آن‌ها را ارتقا داده بود، مانند رانوجی اسکیندیا و مهاراجه هولکار، فتح سرزمین‌های گورکانی (مغول) در شمال و غرب هند را آغاز کردند و تا دهه ۱۷۵۰ آنها یا جانشینانشان مغول‌ها را به شهر دهلی محدود کرده بودند. در شرق، خانواده بوسال ناگپور کنترل مراتاها را تا بنگال گسترش داد.
در دهه ۱۷۵۰، «مرز» به سمت شمال تا دهلی گسترش یافت. در این دوره، دولت مغول مستقیماً قلمرو کمی را فراتر از پنجاه مایلی پایتخت کنترل می‌کرد. حتی بر سر همین مناطق محدود نیز جنگ‌های سختی درگرفت.
جات‌ها و روهیلاها بر سر قلمرو با یکدیگر اختلاف داشتند؛ جناح‌ها برای تاج و تخت می‌جنگیدند، و پادشاه افغان، احمد شاه ابدالی، به صورت دوره‌ای به پایتخت حمله می‌کرد.
برای مراتاها، احتمالاً دو رویداد مهم کل دوره آشفته دهلی، پیمان سال ۱۷۵۲ بود که آنها را به حامی تخت مغول تبدیل کرد (و به آنها حق جمع‌آوری چوت در پنجاب را داد) و جنگ داخلی ۱۷۵۳ که در نتیجه آن نامزد مراتا به تخت سلطنت مغول رسید. -
در اوج خود، امپراتوری مراتا بخش بزرگی از شبه قاره را در بر می‌گرفت و قلمرویی بالغ بر ۲٫۸ میلیون کیلومتر مربع را شامل می‌شد. مراتاها تا حد زیادی به خاطر پایان دادن به حکومت مغول در هند اعتبار دارند.
پس از شکست آنها توسط نیروهای افغان احمدشاه درانی در نبرد سوم پانی‌پت در سال ۱۷۶۱، مراتاها دچار یک عقب‌گرد شدند. با این حال، آنها به زودی سرزمین‌های ازدست‌رفته را پس گرفتند و تا پایان قرن هجدهم بر مرکز و شمال هند از جمله دهلی حکومت کردند. مراتاها همچنین حدود دهه ۱۶۶۰، یک نیروی دریایی قدرتمند ایجاد کردند که در اوج خود، تحت فرماندهی کنهو جی آنگره، بر آب‌های ساحلی غربی هند از بمبئی تا ساوانتوادی تسلط یافت. این نیرو در برابر کشتی‌های جنگی کمپانی هند شرقی بریتانیا، هند پرتغالی، هلند و سیدی مقاومت کرد و جاه‌طلبی‌های دریایی آنها را تحت کنترل نگه داشت.
کمپانی هند شرقی بریتانیا به آرامی مناطق تحت حاکمیت خود را در طول قرن هجدهم گسترش داد. سومین جنگ انگلیس و مراتا (۱۸۱۷–۱۸۱۸) منجر به پایان امپراتوری مراتا شد و کمپانی هند شرقی بریتانیا کنترل امپراتوری را به دست گرفت. نیروی دریایی مراتا تا حدود دهه ۱۷۳۰ بر دریاها تسلط داشت، در دهه ۱۷۷۰ رو به زوال بود و در سال ۱۸۱۸ از بین رفت.

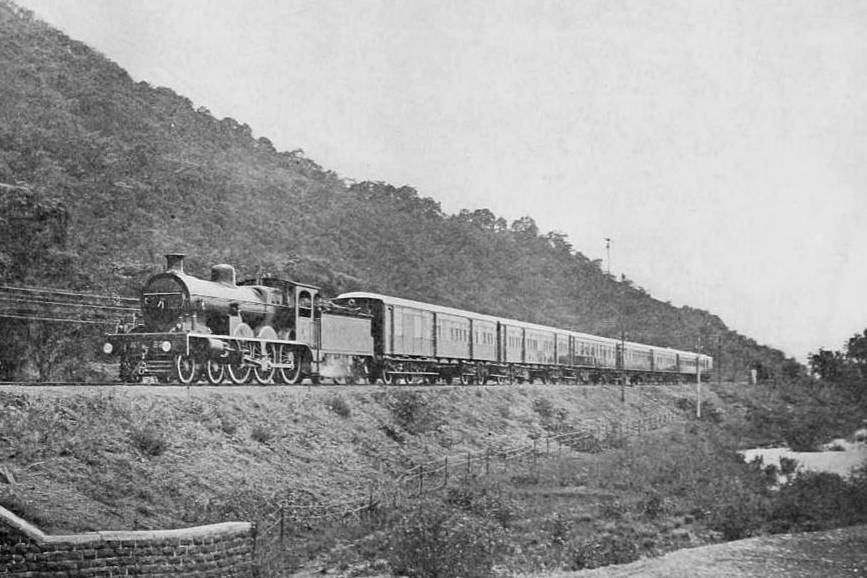
قطار پستی بمبئی-پونا متعلق به شرکت GIPR در سال ۱۹۰۷

بریتانیا بر مهاراشترای غربی به عنوان بخشی از ریاست بمبئی حکومت می‌کرد که منطقه‌ای از کراچی در پاکستان تا شمال دکن را در بر می‌گرفت. تعدادی از ایالت‌های مردم مراتی به عنوان امیرنشین نوابی باقی ماندند و در ازای به رسمیت شناختن خراج‌گزاری بریتانیا، خودمختاری خود را حفظ کردند. بزرگ‌ترین دولت‌های شاهزاده‌نشین در این منطقه ناگپور، ساتارا و کلهاپور بودند. ساتارا در سال ۱۸۴۸ به ریاست بمبئی ضمیمه شد و ناگپور در سال ۱۸۵۳ ضمیمه شد و به استان ناگپور تبدیل شد که بعداً بخشی از استان‌های مرکزی شد. استان برار که بخشی از پادشاهی نظام حیدرآباد بود، در سال ۱۸۵۳ توسط بریتانیا اشغال شد و در سال ۱۹۰۳ به استان‌های مرکزی ضمیمه شد.
با این حال، منطقه بزرگی به نام مراٹهوادا در طول دوره بریتانیا، بخشی از ایالت حیدرآباد نظام باقی ماند. بریتانیا از سال ۱۸۱۸ تا ۱۹۴۷ بر منطقه ماهاراشترا حکومت کرد و بر تمام جنبه‌های زندگی مردم این منطقه تأثیر گذاشت. آنها تغییرات متعددی در نظام حقوقی ایجاد کردند، وسایل حمل و نقل مدرن از جمله جاده‌ها و راه‌آهن ساختند، گام‌های مختلفی برای آموزش عمومی، از جمله برای طبقات قبلاً حاشیه‌نشین و زنان برداشتند، دانشگاه‌هایی را بر اساس سیستم غربی و آموزش در علوم، فناوری، و پزشکی غربی تأسیس کردند، زبان مراتی را استاندارد کردند، و با استفاده از فناوری‌های چاپ مدرن رسانه‌های جمعی را معرفی کردند. در جنگ استقلال ۱۸۵۷ رهبران مراتی زیادی حضور داشتند، اگرچه نبردها عمدتاً در شمال هند صورت گرفت. مبارزه مدرن برای استقلال در اواخر دهه ۱۸۰۰ با رهبرانی مانند بال گنگادهر تیلاک، مهادف گوویند راناده، گوپال کریشنا گوخاله، فیروزشاه مهتا و دادابائی نائوروجی که حکومت کمپانی و پیامدهای آن را ارزیابی می‌کردند، شکل گرفت. جوتیرواو فول پیشگام اصلاحات اجتماعی در منطقه ماهاراشترا در نیمه دوم قرن نوزدهم بود. کار اجتماعی او توسط شاهو مهاراج و بعداً توسط بی.آر. آمبدکار ادامه یافت. پس از خودمختاری نسبی که به ایالت‌ها توسط قانون حکومت هند ۱۹۳۵ داده شد، ب.گ. خِر اولین سروزیر دولت تحت رهبری حزب کنگره در ریاست سه‌زبانه بمبئی شد. اولتیماتوم به بریتانیا در جریان جنبش خروج هند از این کشور در بمبئی داده شد و در سال ۱۹۴۷ به انتقال قدرت و استقلال منجر شد.
پس از استقلال هند، ایالت‌های شاهزاده‌نشین و جاگیرهای آژانس ایالات دکن با ایالت بمبئی ادغام شدند که در سال ۱۹۵۰ از ریاست جمهوری سابق بمبئی ایجاد شد. در سال ۱۹۵۶، قانون سازماندهی مجدد ایالت‌ها، ایالت‌های هند را بر اساس خطوط زبانی دوباره سازماندهی کرد و ایالت ریاست جمهوری بمبئی با اضافه شدن مناطق عمدتاً مراتی‌زبان مراٹهوادا (بخش اورنگ‌آباد) از ایالت سابق حیدرآباد و منطقه ویدربها از استان‌های مرکزی و برار گسترش یافت. جنوبی‌ترین قسمت ایالت بمبئی به میسور واگذار شد. در دهه ۱۹۵۰، مردم مراتی به شدت به ایالت بمبئی دوزبانه تحت پرچم سامیوکتا مهاراشترا اعتراض کردند.
رهبران برجسته این کمیته شامل کشاورائو جد، اس.ام. جوشی، شریپاد آمریت دانگ، پرالهاد کشاو آتره و گوپالرائو خدکار بودند. خواسته اصلی کمیته، ایجاد یک ایالت با زبان مراتی و با مرکزیت بمبئی بود. در مناطق گجراتی زبان این ایالت، جنبش مشابهی به نام مهاگجرات خواستار ایجاد یک ایالت جداگانه گجرات شامل اکثریت مناطق گجراتی‌زبان شد. پس از سال‌ها اعتراض که منجر به کشته شدن ۱۰۶ نفر از معترضان شد و موفقیت انتخاباتی کمیته در انتخابات ۱۹۵۷، دولت مرکزی به رهبری نخست‌وزیر نهرو ایالت بمبئی را به دو ایالت جدید ماهاراشترا و گجرات در ۱ مه ۱۹۶۰ تقسیم کرد.
اختلاف این ایالت با کارناتاکا بر سر منطقه بلگاوم و کاروار همچنان ادامه دارد. دولت ماهاراشترا از تعیین مرز در سال ۱۹۵۷ ناراضی بود و دادخواستی را به وزارت کشور هند ارائه کرد. ماهاراشترا ادعای مالکیت ۸۱۴ روستا و ۳ شهرک شهری بلگاون، کاروار و نیپانی را دارد که همگی قبل از آزادی این کشور بخشی از ریاست جمهوری بمبئی بودند. دادخواست ماهاراشترا در دیوان عالی هند، با ادعای مالکیت بر بلگاون، در حال حاضر در حال بررسی است.

## سیاست
ایالت مهاراشترا به مرکزیت بمبئی دارای فرماندار، سروزیر و مجالس ایالتی می‌باشد. مجلس ایالتی مهاراشترا دارای ۲۸۸ عضو می‌باشد که اعضای آن توسط مردم و برای مدت ۵ سال انتخاب می‌شوند.
ایالت مهاراشترا یکی از شش ایالت هند است که دارای دو مجلس قانونگذاری است: ویدان سبها (مجلس سفلای) با ۲۸۸ کرسی و ویدان پریشاد (مجلس علیا) با ۷۸ کرسی. انتخابات این مجلس‌ها هر پنج سال یکبار برگزار می‌شود.
تا سال ۱۹۹۵، حزب کنگره ملی هند (INC) در مهاراشترا قدرت برتر بود، اما از آن زمان احزاب ملی‌گرای هندو مانند شیو سنا (SS) و بهاراتیا جاناتا (BJP) محبوبیت زیادی کسب کرده‌اند. همچنین، حزب کنگره ملی (NCP)، که از حزب کنگره جدا شده، از سال ۱۹۹۹ نقش مهمی در سیاست این ایالت ایفا کرده است.
در آخرین انتخابات پارلمانی مهاراشترا در اکتبر ۲۰۱۹، ائتلاف بین BJP و SS با وجود از دست دادن برخی کرسی‌ها، اکثریت را حفظ کرد. با این حال، در جریان تشکیل کابینه، این دو حزب بر سر تقسیم قدرت به توافق نرسیدند و SS از ائتلاف خارج شد.
این بن‌بست سیاسی باعث شد که مهاراشترا برای مدتی تحت حاکمیت موقت رئیس‌جمهور هند قرار بگیرد. در نهایت، کابینه‌ای با حضور SS, NCP و حزب کنگره تشکیل شد و Uddhav Thackarey از حزب SS به عنوان وزیر ارشد سوگند یاد کرد.
حکومت محلی ایالت مهاراشترا توسط جبهه دموکراتیک اداره می‌شود که ائتلاف احزاب کنگره و کنگره ملی‌گرا می‌باشد. دوره تصدی دولت ایالتی در سپتامبر سال ۲۰۰۹ به پایان خواهد رسید. نخست‌وزیر به همراه ۴۳ وزیر مسئولیت دولت محلی را بعهده دارد. احزاب مخالف اصلی این ایالت شیوسنا و حزب بهاراتیا جاناتا می‌باشند. این دو حزب حدوداً از ده سال پیش با هم ائتلاف کرده‌اند. پیش از این نیز آنها پنج سال بر ایالت مهاراشترا حکومت کرده‌اند.
احزاب کوچکی مانند ساماجوادی و ریپابلکین، افزون بر چند نماینده مستقل در مجلس ایالت مهاراشترا حضور دارند.

### زبان
وضعیت زبانی در مهاراشترا (۲۰۱۱)
زبان مراتی زبان رسمی مهاراشترا است، اگرچه مناطق مختلف گویش‌های خاص خود را دارند. اکثر مردم به زبان‌های منطقه‌ای صحبت می‌کنند که در سرشماری به عنوان گویش‌های زبان زبان مراتی طبقه‌بندی می‌شوند. پواری، لودهی، و وَرهادی در منطقه ویداربا صحبت می‌شود، دانگی در نزدیکی مرز مهاراشترا-گجرات صحبت می‌شود، زبان‌های بهیل در سراسر بخش شمال غربی این ایالت صحبت می‌شود، زبان خاندیشی (که در محلی به آهیرانی معروف است) در منطقه خاندش صحبت می‌شود. در مناطق دِش و مَرَت‌وادا، زبان دکنی به‌طور گسترده صحبت می‌شود، اگرچه گویشوران دکنی معمولاً به زبان زبان مراتی نیز مسلط هستند.
کنکانی و گویش آن، مالوانی، در امتداد ساحل جنوبی کونکان صحبت می‌شود. تلوگو و کانادا به ترتیب در مناطق مرزی تلانگانا و کارناتاکا صحبت می‌شوند. در محل اتصال مادیا پرادش، مهاراشترا و چتیسگر، انواع گویش‌های هندی مانند لودهی و پواری صحبت می‌شود. لامبادی در منطقه وسیعی از شرق مَرَت‌وادا و غرب ویداربا صحبت می‌شود. گوندی توسط اقلیت‌های رو به کاهش در سراسر ویداربا صحبت می‌شود، اما بیشتر در جنگل‌های گادچیرولی و مرز تلانگانا متمرکز است.

## دین
دین در مهاراشترا (۲۰۱۱)
بر اساس سرشماری سال ۲۰۱۱، هندوئیسم دین اصلی در این ایالت با ۷۹٫۸ درصد از کل جمعیت بود. اسلام ۱۱٫۵ درصد از کل جمعیت را تشکیل می‌داد. مهاراشترا با ۶۵۳۱۲۰۰ پیرو، بیشترین تعداد پیروان بودیسم را در هند دارد که ۵٫۸ درصد از کل جمعیت مهاراشترا را تشکیل می‌دهد. بوداییان مراتی، ۷۷٫۳۶ درصد از کل تاریخ بودیسم در هند را تشکیل می‌دهند. آیین سیک، مسیحیت و جین (دین) به ترتیب ۰٫۲ درصد، ۱٫۰ درصد و ۱٫۲ درصد از جمعیت مهاراشترا را تشکیل می‌دهند.
مهاراشترا، و به ویژه شهر بمبئی، محل زندگی دو جامعه مذهبی کوچک است. این شامل ۵۰۰۰ تاریخ یهودیان در هند است که عمدتاً به جوامع بنی اسرائیل و یهودیان بغدادی تعلق دارند. پارسیان هند جامعه دیگری هستند که آیین زرتشتی را دنبال می‌کنند. سرشماری سال ۲۰۱۱ حدود ۴۴۰۰۰ پارسی را در مهاراشترا ثبت کرد.

## نظام اداری
حکومت ایالت مهاراشترا از طریق یک سیستم پارلمانی و دموکراسی نمایندگی اداره می‌شود، ویژگی‌ای که این ایالت با سایر ایالت‌های هند مشترک است. مهاراشترا یکی از شش ایالتی است که قوه مقننه آن دو مجلسی است و شامل ویدهان سبها (مجلس قانونگذاری) و ویدهان پریشد (شورای قانونگذاری) می‌شود.
قوه مقننه که مجلس قانونگذاری مهاراشترا نام دارد، از اعضای منتخب و مقامات ویژه مانند رئیس و نایب رئیس تشکیل می‌شود که توسط اعضا انتخاب می‌شوند. مجلس قانونگذاری از ۲۸۸ عضو تشکیل شده است که برای دوره‌های پنج ساله انتخاب می‌شوند، مگر اینکه مجلس قبل از پایان دوره منحل شود. شورای قانونگذاری یک نهاد دائمی با ۷۸ عضو است که یک سوم (۳۳ عضو) آن هر دو سال بازنشسته می‌شوند. این ایالت ۴۸ کرسی در لوک سبها (مجلس عوام پارلمان هند) و ۱۹ کرسی در راجیا سبها (مجلس علیای پارلمان هند) دارد.
دولت مهاراشترا یک نهاد منتخب دموکراتیک در هند است که فرماندار به عنوان رئیس تشریفاتی آن، توسط رئیس‌جمهور هند برای یک دوره پنج ساله منصوب می‌شود. رهبر حزب یا ائتلافی که در مجلس قانونگذاری اکثریت را دارد، به عنوان وزیر ارشد توسط فرماندار منصوب می‌شود و شورای وزیران به توصیه وزیر ارشد توسط فرماندار منصوب می‌شود. فرماندار به عنوان رئیس تشریفاتی ایالت باقی می‌ماند، در حالی که وزیر ارشد و شورای او مسئولیت عملکردهای روزمره دولت را بر عهده دارند. شورای وزیران از وزیران کابینه و وزرای دولت (MoS) تشکیل شده است. دبیرخانه به ریاست دبیر ارشد به شورای وزیران کمک می‌کند. دبیر ارشد همچنین رئیس اداری دولت است. هر وزارتخانه توسط یک وزیر رهبری می‌شود که توسط یک دبیر ارشد اضافی یا یک دبیر اصلی، که معمولاً یک افسر خدمات اداری هند است، کمک می‌کند. دبیر ارشد اضافی/دبیر اصلی به عنوان رئیس اداری دپارتمانی که به آن منصوب شده‌اند، خدمت می‌کند. هر بخش همچنین دارای افسرانی در رتبه دبیر، دبیر ویژه، دبیر مشترک و غیره است که به وزیر و دبیر ارشد اضافی/دبیر اصلی کمک می‌کنند.
برای اهداف اداری، ایالت به ۶ بخش و ۳۶ ناحیه تقسیم می‌شود. کمیسیونر بخش، یک افسر IAS، رئیس اداره در سطح بخش است. اداره در هر ناحیه توسط یک بخشدار رهبری می‌شود که یک افسر IAS است و توسط چندین افسر متعلق به خدمات ایالتی کمک می‌شود. مناطق شهری در ایالت توسط شرکت‌های شهرداری، شوراهای شهرداری، ناگار پانچایات و هفت هیئت کانتون اداره می‌شوند. پلیس مهاراشترا توسط یک افسر IPS در رتبه مدیر کل پلیس رهبری می‌شود. یک سرپرست پلیس، یک افسر IPS که توسط افسران سرویس پلیس مهاراشترا کمک می‌کند، وظیفه حفظ نظم و قانون و مسائل مرتبط در هر ناحیه را بر عهده دارد. مأمور جنگلبانی بخش، افسری متعلق به سرویس جنگلبانی هند، جنگل‌ها، محیط زیست و حیات وحش منطقه را مدیریت می‌کند و توسط افسران سرویس جنگلبانی مهاراشترا و سرویس تابعه جنگلبانی مهاراشترا کمک می‌کند.
قوه قضائیه در ایالت شامل دادگاه عالی مهاراشترا (دادگاه عالی بمبئی)، دادگاه‌های منطقه‌ای و جلسات در هر ناحیه و دادگاه‌های پایین‌تر و قضات در سطح تالوک (بخش) است. دادگاه عالی دارای شعب منطقه‌ای در ناگپور و اورنگ‌آباد در مهاراشترا و پانجی است که پایتخت گوا است. کابینه ایالت در ۱۳ مه ۲۰۱۵ قطعنامه‌ای را تصویب کرد که به نفع ایجاد یک شعبه دیگر از دادگاه عالی بمبئی در کولهاپور، پوشش منطقه بود. رئیس‌جمهور هند رئیس دادگستری دادگاه عالی قوه قضائیه مهاراشترا را به توصیه رئیس دادگستری دیوان عالی هند و همچنین فرماندار مهاراشترا منصوب می‌کند. سایر قضات توسط رئیس دادگستری دادگاه عالی قوه قضائیه به توصیه رئیس دادگستری منصوب می‌شوند. سرویس قضایی مادون یکی دیگر از بخش‌های حیاتی قوه قضائیه مهاراشترا است. قوه قضائیه مادون یا دادگاه‌های منطقه‌ای به دو بخش تقسیم می‌شوند: خدمات قضایی مدنی مهاراشترا و خدمات قضایی عالی. در حالی که خدمات قضایی مدنی مهاراشترا شامل قضات مدنی (بخش خردسال)/ قضات و قضات مدنی (بخش ارشد)/قاضی ارشد قضایی است، خدمات قضایی بالاتر شامل قضات مدنی و جلسات می‌شود. سرویس قضایی مادون قوه قضائیه توسط قاضی منطقه کنترل می‌شود.

## اقتصاد
اقتصاد مهاراشترا تحت تأثیر تولید، تجارت بین‌المللی، رسانه‌های جمعی (تلویزیون، سینما، بازی‌های ویدئویی، موسیقی ضبط شده)، هوافضا، فناوری، نفت، مد، پوشاک و گردشگری است. مهاراشترا صنعتی‌ترین ایالت هند است و موقعیت پیشرو خود را در بخش صنعت حفظ کرده است. این ایالت در صنایع کوچک پیشگام است. بمبئی، مرکز ایالت و پایتخت مالی هند، محل استقرار دفتر مرکزی اکثر مؤسسات بزرگ شرکتی و مالی است. بورس اصلی هند و بازار سرمایه و مبادلات کالا در بمبئی قرار دارند. این ایالت همچنان به جذب سرمایه‌گذاری‌های صنعتی از موسسات داخلی و خارجی ادامه می‌دهد. مهاراشترا بیشترین نسبت مالیات دهندگان را در هند دارد و بازارهای سهام آن تقریباً ۷۰ درصد از سهام کشور را معامله می‌کنند.

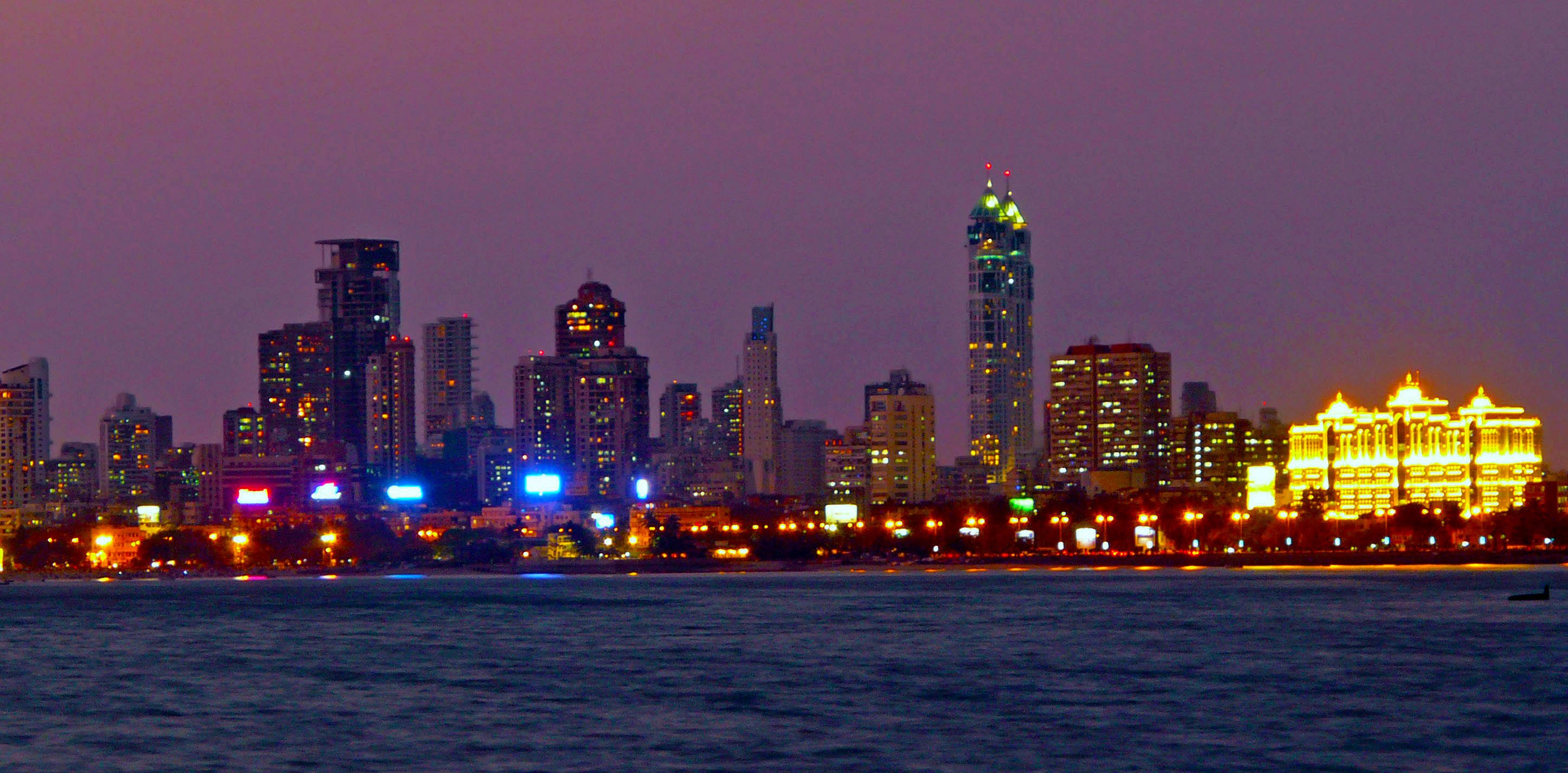
بمبئی سهم عمده‌ای در اقتصاد مهاراشترا دارد.

بخش خدمات بر اقتصاد مهاراشترا تسلط دارد و ۶۱٫۴ درصد از ارزش افزوده و ۶۹٫۳ درصد از ارزش تولید در این ایالت را تشکیل می‌دهد. درآمد سرانه این ایالت در سال ۲۰۱۴، ۴۰ درصد بیشتر از میانگین کل هند در همان سال بود. تولید ناخالص داخلی ایالت (GSDP) به قیمت‌های جاری برای سال ۲۰۲۱–۲۰۲۲، ۴۲۰ میلیارد دلار تخمین زده می‌شود و حدود ۱۴٫۲ درصد از تولید ناخالص داخلی را تشکیل می‌دهد. بخش کشاورزی و فعالیت‌های وابسته به آن ۱۳٫۲ درصد به درآمد ایالت کمک می‌کند. در سال ۲۰۱۲، مهاراشترا مازاد درآمد ۱۵۲۴٫۹ میلیون روپیه (۲۴ میلیون دلار آمریکا) را با درآمد کل ۱۳۶۷۱۱۷ میلیون روپیه (۲۲ میلیارد دلار آمریکا) و هزینه ۱۳۶۵۵۹۲٫۱ میلیون روپیه (۲۲ میلیارد دلار آمریکا) گزارش کرد. مهاراشترا بزرگ‌ترین مقصد سرمایه‌گذاری مستقیم خارجی (FDI) هند است. جریان ورودی FDI در ایالت از آوریل ۲۰۰۰ تا سپتامبر ۲۰۲۱، ۹٬۵۹٬۷۴۶ کرور روپیه بود که ۲۸٫۲ درصد از کل جریان ورودی FDI در سطح کل هند بود. مهاراشترا با مجموع ۱۱۳۰۸ شرکت نوپا، بیشترین تعداد استارت‌آپ‌های شناخته‌شده را دارد.
بمبئی سهم عمده‌ای در اقتصاد مهاراشترا دارد. مهاراشترا ۲۵ درصد از تولید صنعتی کشور را به خود اختصاص داده است و بدهکارترین ایالت این کشور است. فعالیت صنعتی در ایالت در هفت ناحیه متمرکز شده است: شهر بمبئی، حومه بمبئی، تانه، اورنگ‌آباد، پونا، ناگپور و ناشیک. بمبئی بیشترین سهم را در GSDP (19.5 درصد) دارد، هر دو ناحیه تانه و پونه تقریباً به یک اندازه در بخش صنعت مشارکت دارند، ناحیه پونه در بخش کشاورزی و فعالیت‌های وابسته به آن بیشتر مشارکت دارد، در حالی که ناحیه تانه در بخش خدمات مشارکت بیشتری دارد. سهم ناحیه ناشیک در بخش کشاورزی و فعالیت‌های وابسته به آن بیشترین میزان را دارد، اما در مقایسه با ناحیه‌های تانه و پونه در بخش‌های صنعت و خدمات عقب‌تر است. صنایع در مهاراشترا شامل مواد شیمیایی و محصولات شیمیایی (۱۷٫۶ درصد)، مواد غذایی و محصولات غذایی (۱۶٫۱ درصد)، محصولات پتروشیمی تصفیه‌شده (۱۲٫۹ درصد)، ماشین‌آلات و تجهیزات (۸ درصد)، منسوجات (۶٫۹ درصد)، فلزات پایه (۵٫۸ درصد)، وسایل نقلیه موتوری (۴٫۷ درصد) و مبلمان (۴٫۳ درصد) است. مهاراشترا قطب تولید برخی از بزرگ‌ترین صنایع دولتی در هند، از جمله شرکت نفت هندوستان، تاتا پتروداین و شرکت نفت هند است.
مهاراشترا ایالت پیشرو هند برای بسیاری از صنایع خلاق از جمله تبلیغات، معماری، هنر، صنایع دستی، طراحی، مد، فیلم، موسیقی، هنرهای نمایشی، چاپ و نشر، تحقیق و توسعه، نرم‌افزار، اسباب‌بازی و بازی، تلویزیون و رادیو و بازی‌های ویدئویی است.
مهاراشترا دارای یک صنعت دانش بالاتر از حد متوسط در هند است، و منطقه شهری پونا مرکز پیشرو فناوری اطلاعات در ایالت است. تقریباً ۲۵ درصد از ۵۰۰ شرکت برتر در بخش فناوری اطلاعات در مهاراشترا مستقر هستند. این ایالت ۲۸ درصد از صادرات نرم‌افزار هند را به خود اختصاص داده است.
مهاراشترا و به ویژه بمبئی مکان برجسته‌ای برای صنعت سرگرمی هند است و بسیاری از فیلم‌ها، سریال‌های تلویزیونی، کتاب‌ها و رسانه‌های دیگر در آنجا ساخته می‌شوند. بمبئی بزرگ‌ترین مرکز تولید فیلم و تلویزیون است و یک سوم کل فیلم‌های هندی در این ایالت تولید می‌شود. تولیدات چند میلیون دلاری بالیوود، که گران‌ترین آنها تا ۱٫۵ میلیارد روپیه (۱۸ میلیون دلار آمریکا) هزینه دارد، در آنجا فیلمبرداری می‌شود. فیلم‌های مراتی قبلاً عمدتاً در کولاپور ساخته می‌شدند، اما اکنون در بمبئی تولید می‌شوند.
این ایالت دارای بنگاه‌های مالی مهمی مانند بانک مرکزی هند، بورس اوراق بهادار بمبئی، بورس ملی هند، SEBI و دفتر مرکزی شرکت‌های متعدد هندی و شرکت‌های چندملیتی است. همچنین محل استقرار برخی از مؤسسات علمی و هسته‌ای برتر هند مانند BARC, NPCL, IREL, TIFR, AERB, AECI و وزارت انرژی اتمی است.

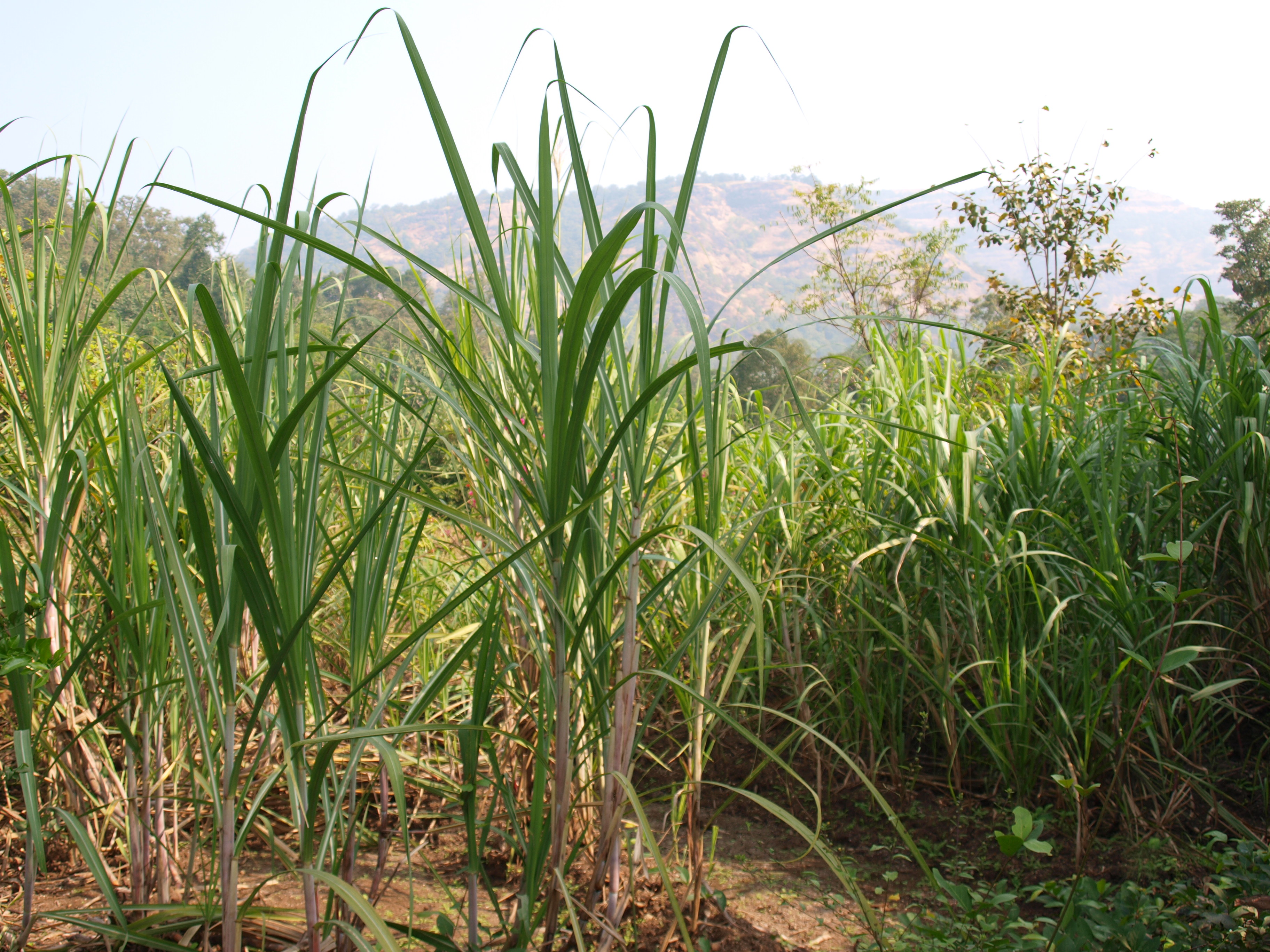
گیاه نیشکر. کشاورزی دومین شغل پیشرو در ماهاراشترا است.

با بیش از نیمی از جمعیت روستایی، کشاورزی و صنایع وابسته نقش مهمی در اقتصاد ایالت و منبع درآمد برای جمعیت روستایی ایفا می‌کنند. بخش کشاورزی و فعالیت‌های وابسته ۱۲٫۹ درصد به درآمد ایالت کمک می‌کند. محصولات اصلی مانند برنج و ارزن محصولات اصلی فصل باران‌های موسمی هستند. محصولات نقدی مهم عبارتند از نیشکر، پنبه، دانه‌های روغنی، تنباکو، میوه، سبزیجات و ادویه‌جاتی مانند زردچوبه. دامداری یک فعالیت مهم مرتبط با کشاورزی است. سهم این ایالت در جمعیت دام و طیور در هند به ترتیب حدود ۷ درصد و ۱۰ درصد است. مهاراشترا پس از استقلال، پیشگام توسعه جوامع تعاونی کشاورزی بود. این بخش جدایی‌ناپذیر از چشم‌انداز «توسعه روستایی با ابتکار محلی» حزب کنگره آن زمان بود. وضعیت «ویژه» به تعاونی‌های شکر اعطا شد و دولت با ایفای نقش مربی، ضامن و تنظیم‌کننده، نقش مربی را بر عهده گرفت. جدای از شکر، تعاونی‌ها نقش مهمی در صنایع لبنیات، پنبه و کود دارند.
بخش بانکی شامل بانک‌های زمان‌بندی شده و زمان‌بندی نشده است. بانک‌های زمان‌بندی شده دو نوع هستند، تجاری و تعاونی. بانک‌های تجاری زمان‌بندی شده (SCB) در هند به پنج نوع طبقه‌بندی می‌شوند: بانک دولتی هند و همکارانش، بانک‌های ملی‌شده، بانک‌های بخش خصوصی، بانک‌های روستایی منطقه‌ای و سایر (بانک‌های خارجی). در سال ۲۰۱۲، ۹۰۵۳ دفتر بانکی در این ایالت وجود داشت که حدود ۲۶ درصد از آنها در مناطق روستایی و ۵۴ درصد در مناطق شهری بودند. مهاراشترا دارای یک سیستم تأمین مالی خرد است که به خدمات مالی در مقیاس کوچک به فقرا در مناطق روستایی و شهری اشاره دارد. این شامل ابزارهای مالی مختلفی مانند وام، پس‌انداز، بیمه عمر و بیمه محصولات کشاورزی می‌شود. سه بانک تعاونی شهری بزرگ هند همگی در مهاراشترا مستقر هستند.

## ترابری

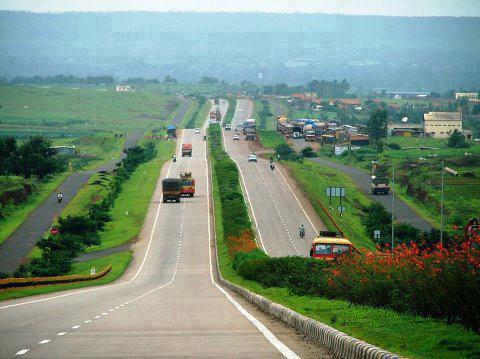
آزادراه مومبای-ناشیک

مهاراشترا دارای یک شبکه ترابری بزرگ و چندوجهی با بزرگ‌ترین شبکه جاده‌ای در هند است. در سال ۲۰۱۱، کل طول جاده‌های سطحی در مهاراشترا ۲۶۷۴۵۲ کیلومتر بود که ۴۱۷۶ کیلومتر آن بزرگراه‌های ملی و ۳۷۰۰ کیلومتر آن بزرگراه‌های ایالتی بودند. شرکت ترابری جاده‌ای ایالت مهاراشترا (MSRTC) خدمات حمل و نقل جاده‌ای مسافری مقرون به صرفه و قابل اعتمادی را در بخش عمومی ارائه می‌دهد. این اتوبوس‌ها که به‌طور معمول ST (حمل و نقل ایالتی) نامیده می‌شوند، روش حمل و نقل ارجح برای بسیاری از مردم هستند. اشکال کرایه‌ای حمل و نقل شامل تاکسی‌های دارای تاکسی‌متر و اتو ریکشا می‌شود که اغلب در مسیرهای خاصی در شهرها تردد می‌کنند. دیگر جاده‌های منطقه‌ای و روستایی، روستاها را قادر می‌سازند تا نیازهای اجتماعی خود را برآورده کنند و همچنین وسیله‌ای برای حمل فرآورده‌های کشاورزی از روستاها به بازارهای مجاور فراهم می‌کنند. جاده‌های اصلی منطقه‌ای عملکرد ثانویه اتصال بین جاده‌های اصلی و جاده‌های روستایی را فراهم می‌کنند. تقریباً ۹۸ درصد از روستاها در مهاراشترا یا از طریق بزرگراه‌ها یا جاده‌های نوساز به هم متصل هستند. به دلیل وجود زیاد وسایل نقلیه، میانگین سرعت در بزرگراه‌های ایالتی بین ۵۰ تا ۶۰ کیلومتر در ساعت (۳۱–۳۷ مایل در ساعت) متغیر است. در روستاها و شهرها، سرعت‌ها به ۲۵ تا ۳۰ کیلومتر در ساعت (۱۵–۱۸ مایل در ساعت) می‌رسد.
اولین قطار مسافربری در هند در ۱۶ آوریل ۱۸۵۳ از بمبئی به تانه حرکت کرد. ترابری ریلی توسط راه‌آهن مرکزی، راه‌آهن غربی، راه‌آهن جنوب مرکزی و راه‌آهن جنوب شرقی مرکزی هند اداره می‌شود که دو منطقه اول در بمبئی، به ترتیب در چاتراپاتی شیواجی ترمینوس (CSMT) و چرچ‌گیت مستقر هستند. دفتر مرکزی راه‌آهن کنکان در ناوی بمبئی است. قطار سریع‌السیر بمبئی راجادهانی اکسپرس، پایتخت هند یعنی دهلی نو را به بمبئی متصل می‌کند. تانه و CSMT شلوغ‌ترین ایستگاه‌های راه‌آهن در هند هستند که دومی به عنوان پایانه‌ای برای قطارهای مسافت طولانی و قطارهای رفت و آمد راه‌آهن حومه بمبئی عمل می‌کند.
دو بندر اصلی، بندر بمبئی و بندر جواهرلعل نهرو، که در منطقه بمبئی نیز قرار دارند، تحت کنترل و نظارت دولت هند هستند. حدود ۴۸ بندر فرعی در مهاراشترا وجود دارد. اکثر این‌ها ترافیک مسافری را مدیریت می‌کنند و ظرفیت محدودی دارند. هیچ‌یک از رودخانه‌های بزرگ در مهاراشترا قابل کشتیرانی نیستند و بنابراین حمل و نقل رودخانه‌ای در این ایالت وجود ندارد.
فرودگاه بین‌المللی چاتراپاتی شیواجی (فرودگاه سابق بمبئی)، بزرگ‌ترین فرودگاه این ایالت است. چهار فرودگاه بین‌المللی دیگر عبارتند از فرودگاه بین‌المللی پونا، فرودگاه بین‌المللی دکتر باباصاحب آمبدکار در ناگپور، فرودگاه ناشیک و فرودگاه شیردی. فرودگاه اورنگ‌آباد، فرودگاه کولهاپور، فرودگاه جالگاون و فرودگاه ناندی از فرودگاه‌های داخلی این ایالت هستند. اکثر فرودگاه‌های ایالت توسط اداره فرودگاه‌های هند (AAI) اداره می‌شوند، در حالی که توسعه دهندگان فرودگاه ریللاینس (RADPL) در حال حاضر پنج فرودگاه غیرمترویی را در لاتور، ناندی، باراماتی، عثمان‌آباد و یاواتمال با اجاره ۹۵ ساله اداره می‌کند. شرکت توسعه فرودگاه مهاراشترا (MADC) در سال ۲۰۰۲ برای توسعه فرودگاه‌هایی در این ایالت که تحت AAI یا شرکت توسعه صنعتی مهاراشترا (MIDC) نیستند، تأسیس شد. MADC نقش اصلی را در برنامه‌ریزی و اجرای پروژه مرکز بین‌المللی حمل و نقل هوایی چندوجهی و فرودگاه ناگپور (MIHAN) ایفا می‌کند. فرودگاه‌های کوچک اضافی عبارتند از آکولا، امراواتی، چاندراپور، راتناگیری و سولاپور. شرکت شرکت ریل مترو ماهاراشترا محدود (مها مترو) که دفتر مرکزی آن در ناگپور است، یک مؤسسه سرمایه‌گذاری مشترک دولت هند و دولت مهاراشترا است که دفتر مرکزی آن در ناگپور هند است. «مها مترو» مسئول اجرای تمام پروژه‌های متروی ایالت مهاراشترا، به جز منطقه شهری بمبئی است. متروی بمبئی از ۸ ژوئن ۲۰۱۴ عملیاتی شده است.

### خوراک
غذاهای مهاراشترا شامل انواع غذاها از ملایم تا بسیار تند است. گندم، برنج، سورگوم دورنگ، ارزن مرواریدی، سبزیجات، عدس و میوه، قوت غالب مردم مهاراشترا را تشکیل می‌دهند. برخی از غذاهای سنتی محبوب عبارتند از پورَن پُلی (puran poli)، اوکدیچه مُدَک (ukdiche modak)، تالی پیت (Thalipeeth). غذاهای خیابانی مانند باتاتا وادا (Batata wada)، میسال پاو (misal pav)، پاو بهاجی (Pav Bhaji) و وادا پاو (vada pav) در بین مردم محلی بسیار محبوب هستند و معمولاً در دکه‌ها و هتل‌های کوچک فروخته می‌شوند. وعده‌های غذایی (عمدتاً ناهار و شام) در بشقابی به نام تالی (thali) سرو می‌شوند. هر ماده غذایی که روی تالی سرو می‌شود به روش خاصی چیده می‌شود. تمام غذاهای غیرگیاهی و گیاهی با برنج آب‌پز، چاپاتی یا با باکری (نان هندی)، که از آرد جوار، باجرا یا برنج تهیه می‌شود، خورده می‌شود. یک تالی گیاهی معمولی از چاپاتی یا باکری، دال، برنج (واران بهات)، آمتی (amti)، بهاجی (bhaji) یا اوسال (usal)، چتنی، کوشیمبیر (koshimbir) (سالاد) و آب‌دوغ یا سُل کَدی (Sol Kadhi) تشکیل می‌شود. بهاجی یک غذای گیاهی است که از یک سبزی خاص یا ترکیبی از سبزیجات تهیه می‌شود. آمتی نوعی کاری است که معمولاً از یک عدس (tur) تهیه می‌شود، با گودا مصالحه (goda masala) و گاهی با تمر هندی یا آمشول (amshul) و شکر زرد (gul) طعم‌دار می‌شود. واران چیزی جز دال ساده، یک خورش عدس معمولی هندی نیست. کم و بیش، بیشتر غذاها از نارگیل، پیاز، سیر، زنجبیل، پودر فلفل قرمز، فلفل سبز و خردل استفاده می‌کنند، اگرچه برخی از مردم به‌طور سنتی از پیاز و سیر اجتناب می‌کنند.
غذاهای مهاراشترا در مناطق مختلف متفاوت است. غذاهای مالوانی (کنکانی)، کولهاپوری و وَرهادی نمونه‌هایی از غذاهای منطقه‌ای شناخته شده هستند. کولهاپور به خاطر تامبدا پاندرا راساً (Tambda Pandhra rassa)، غذایی که از مرغ یا گوشت گوسفند تهیه می‌شود، مشهور است. برنج و غذاهای دریایی غذاهای اصلی مردم ساحلی کونکانی هستند. در میان غذاهای دریایی، محبوب‌ترین نوع ماهی، گونه‌ای به نام اردک بمبئی (Bombay duck، همچنین با نام بومبیل در زبان مراتی شناخته می‌شود) است.

### پوشاک

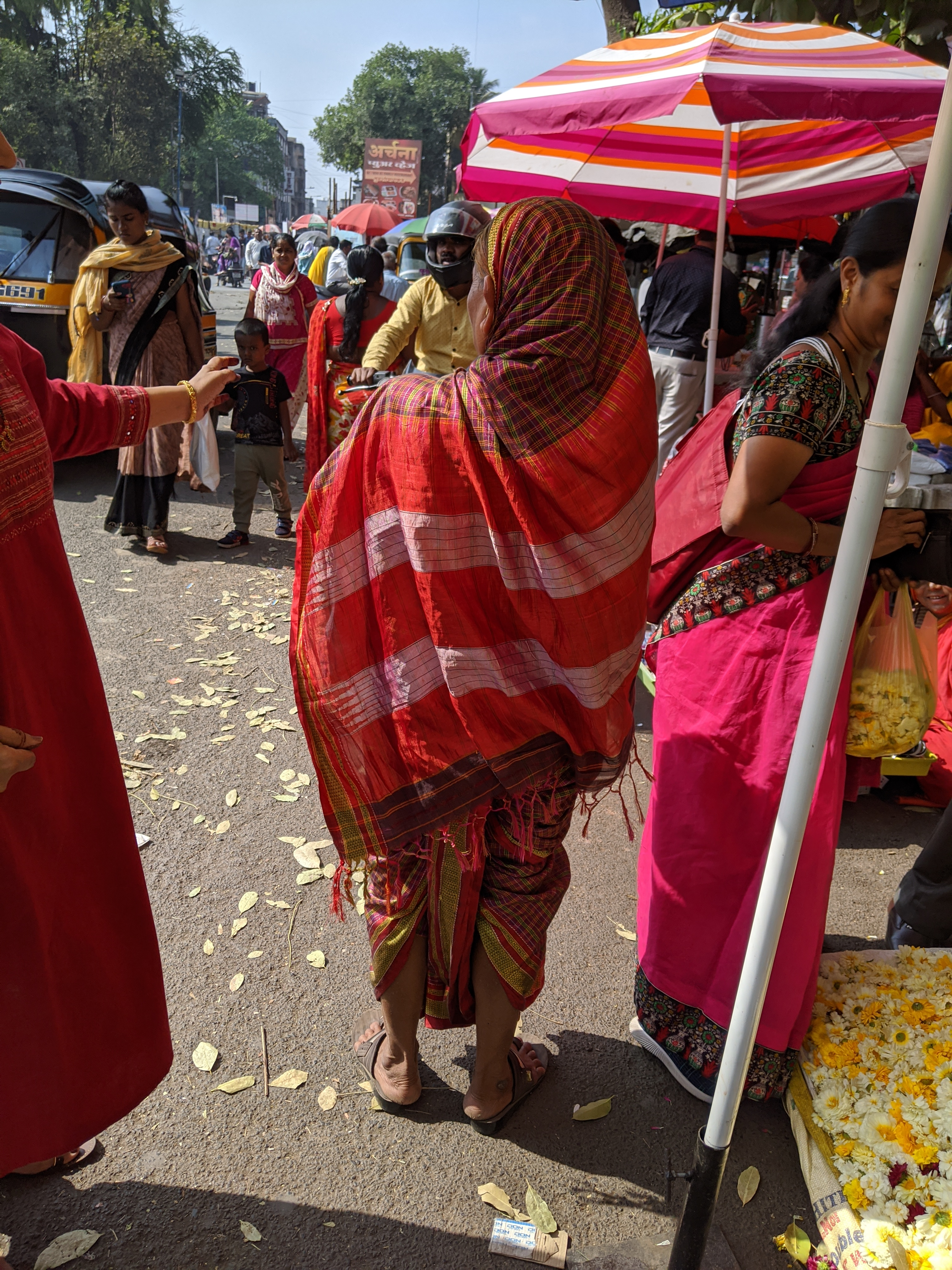
زنی در پونه (شهر) با پوشیدن لباس سنتی مهاراشتی نااواری لوگادا (ساری نه یاردی)

به‌طور سنتی، زنان مراتی معمولاً ساری (پوشاک) می‌پوشیدند، که اغلب بر اساس آداب و رسوم فرهنگی محلی طراحی متفاوتی داشت. اکثر زنان میانسال و جوان در مناطق شهری مهاراشترا لباس‌های غربی مانند دامن و شلوار یا شلوار قمیض می‌پوشند و ساری سنتی ناواری یا نه یاردی، به دلیل عدم تقاضا از بازارها در حال ناپدید شدن است. زنان مسن‌تر ساری پنج یاردی می‌پوشند. در مناطق شهری، ساری پنج متری، به ویژه پیتانی، توسط زنان جوان‌تر در مناسبت‌های خاص مانند ازدواج‌ها و مراسم مذهبی پوشیده می‌شود. در میان مردان، لباس پوشیدن غربی پذیرش بیشتری دارد. مردان همچنین لباس‌های سنتی مانند دهوتی و فتا را در مناسبت‌های فرهنگی می‌پوشند. کلاه گاندی در میان مردان مسن در مناطق روستایی مهاراشترا، یک پوشش سر محبوب است. زنان از جواهرات سنتی که از سلسله‌های مراتا و پیشوا گرفته شده است استفاده می‌کنند. کلهاپوری ساج، نوع خاصی از گردنبند، توسط زنان مراتی نیز استفاده می‌شود. در مناطق شهری، لباس‌های غربی در بین زنان و مردان رایج است.

### موسیقی
هنرمندان مهاراشترایی بیش از یک قرن در حفظ و توسعه موسیقی سنتی هندوستانی تأثیرگذار بوده‌اند. تمرین‌کنندگان برجسته سبک کرانا یا گوالیور، مهاراشترا را خانه خود می‌دانستند. جشنواره ساوای گندهاروا بهیمسن در پونا که توسط بهیمسن جوشی در دهه ۱۹۵۰ آغاز شد، معتبرترین جشنواره موسیقی هندوستانی در هند و حتی یکی از بزرگ‌ترین جشنواره‌های موسیقی هند است.
شهرهایی مانند کولاپور و پونه نقش مهمی در حفظ موسیقی‌هایی مانند بهاوگیت و ناتیاسنگیت داشته‌اند که از موسیقی کلاسیک هند به ارث رسیده است. بزرگ‌ترین شکل موسیقی عامه‌پسند هند، آهنگ‌های فیلم‌های تولید شده در بمبئی است. موسیقی فیلم در سال ۲۰۰۹، ۷۲ درصد از فروش موسیقی در هند را تشکیل می‌داد. اکثر آهنگسازان و خوانندگان تأثیرگذار، بمبئی را خانه خود می‌دانند.
در دهه‌های اخیر، صحنه موسیقی در مهاراشترا و به ویژه در بمبئی، شاهد رشد اشکال جدیدتری از موسیقی مانند رپ بوده است. این شهر همچنین جشنواره‌هایی را در سبک‌های موسیقی غربی مانند بلوز برگزار می‌کند. در سال ۲۰۰۶، ارکستر سمفونیک هند تأسیس شد که در مرکز ملی هنرهای نمایشی در بمبئی قرار دارد. این ارکستر امروزه تنها ارکستر سمفونیک حرفه‌ای در هند است و سالانه دو فصل کنسرت با رهبران ارکستر و تک‌نوازان مشهور جهان برگزار می‌کند.
مهاراشترا دارای سنت طولانی و غنی موسیقی محلی است. برخی از رایج‌ترین اشکال موسیقی فولکلور که در عمل استفاده می‌شوند عبارتند از بهاجان (Bhajan)، بهرود (Bharud)، کیرتان (Kirtan)، گوندهال (Gondhal), و کُلی گیت (Koli Geet).